# Надсон, Семён Яковлевич
Семён Я́ковлевич На́дсон (14 [26] декабря 1862, Санкт-Петербург — 19 [31] января 1887, Ялта) — русский поэт.

## Биография
Семён Яковлевич Надсон родился в Петербурге 14 (26) декабря 1862 года в семье надворного советника еврейского происхождения Якова Семёновича Надсона и Антонины Степановны Мамонтовой, происходившей из русской дворянской семьи. Год спустя семья переехала в Киев.
Отец Надсона, хороший музыкант, умер от психического расстройства, когда Надсону было 2 года. А. С. Мамонтова после смерти мужа осталась в Киеве, где жила экономкой и учительницей и содержала собственными трудами себя и двух своих детей (у Надсона была сестра Анна, младше его на полтора года). Когда Надсону было приблизительно лет семь, уехала в Петербург, где поселилась у своего брата Диодора Степановича Мамонтова. В Петербурге Надсон поступил в приготовительный класс 1-й классической гимназии.
Вскоре, будучи уже больной чахоткой, А. С. Мамонтова вышла замуж за Николая Гавриловича Фомина, управляющего Киевским отделением Российского общества страхования и транспортирования кладей, и уехала с ним в Киев. Брак был несчастливым. После одной из многочисленных семейных сцен Фомин в припадке умопомешательства повесился.
Оставшись без средств к существованию, А. С. Мамонтова испытала весь ужас нужды, пока другой её брат Илья Степанович Мамонтов не вызвал её снова в Петербург. В 1872 году Надсона отдают пансионером во 2-ю военную гимназию, а его сестру — в Николаевский институт. Весной 1873 года мать Надсона умерла от чахотки в возрасте 31 года. Надсона взял под своё попечение И. С. Мамонтов, а его сестру — Д. С. Мамонтов. Таким образом, брат и сестра росли врозь и виделись редко.

### Гимназические годы
Отношения с родственниками складывались у впечатлительного и легко ранимого Надсона не слишком благополучно, то же самое можно сказать и о его отношениях с товарищами по военной гимназии. «С одной стороны, меня не любили в корпусе, так как я чувствовал себя развитее товарищей, чего не мог им не показать из болезненно-развитого самолюбия, с другой — мне тоже жилось неважно и у дяди, хотя он и тётка по-своему меня очень любили и только из врождённой сдержанности не хотели обнаруживать своих чувств, а я привык ко всеобщему поклонению», — писал Надсон в автобиографии.
Первое время пребывания в гимназии Надсон учился очень хорошо и был вторым учеником; но в последних классах он, по собственному признанию, стал ужаснейшим лентяем: целые дни сидел за стихами, а уроки готовил только для «больших оказий». «Жить одними гимназическими интересами — для меня немыслимо, они слишком вялы, скучны и однообразны, чтобы могли удовлетворить всем потребностям моей натуры», — записал Надсон в своём дневнике в 1877 году. Единственным ярким впечатлением в гимназический период жизни Надсона была его горячая любовь к Наталье Михайловне Дешевовой, сестре товарища по гимназии. Внезапная смерть Дешевовой в марте 1879 года стала ещё одним тяжким ударом для юноши. Память о Дешевовой Надсон сохранил до конца своей жизни, ей он посвятил многие свои стихотворения. «Да, это было всё», «Два горя», «За что?», «Над свежей могилой».
В гимназические годы проявился и литературный дар Надсона. В первом классе он уже мечтал о писательстве и писал прозой рассказы, героем которых был некий благородный Ваня. Стихи он начал писать во втором классе гимназии — в подражание стихам старшего двоюродного брата, Ф. Медникова. В пятом классе решился в первый раз показать своё стихотворение учителю. Рецензия учителя на «Сон Иоанна Грозного» юного поэта была таковой: «Язык образный, есть вымысел и мысль, только некоторые стихи неудобны в стилистическом отношении». В 1878 году Надсон отнёс своё стихотворение «На заре» в журнал Н. П. Вагнера «Свет», и оно было принято.
На следующий год в «Санкт-Петербургских ведомостях» появилась первая рецензия на творчество Надсона, в которой хвалили в частности стихотворение «Христианка». В 1879 году Надсон испытал первое литературное торжество, читая на концерте в гимназии своё стихотворение «Иуда». Стихотворение имело большой успех, и его впоследствии напечатали в «Мысли» Оболенского. Затем Надсон стал печататься в «Слове».

### Павловское военное училище
В 1879 году Надсон окончил курс и по настоянию своего опекуна И. С. Мамонтова поступил в Павловское военное училище. Вскоре он простудился на учении, и врачи констатировали начало чахотки. Надсона за казённый счёт отправили в Тифлис, где он провёл год. За это время поэт написал довольно много стихотворений. Осенью 1880 года Надсон вернулся в училище. Пребывание в училище его тяготило. Запись в дневнике того же года гласит: «Военная служба противна, офицером хорошим я никогда не буду, моя горячность и неумение себя сдержать приведут меня под суд, заниматься хорошо я тоже не могу: стоит ли тратить время и силы на изучение науки убивать людей! А ведь эти силы и способности могли бы развиться и принести пользу! <…> Собственно, мечты мои — университет или консерватория. Способностей у меня хватит, в охоте тоже нет недостатка. Но в университет нужно готовиться, а на это опять-таки необходимы деньги, а в консерваторию я могу поступить и так. С удовольствием пошёл бы даже на музыкальное отделение театрального училища, тем более, что туда можно попасть на казённый счет. Одним словом, куда угодно — но не в военную службу! Она мне невыносимо противна и идёт совершенно в разлад с моим характером и способностями».
1882 год ознаменовался самым важным событием в литературной судьбе Надсона — поэт А. Н. Плещеев пригласил его в лучший демократический журнал того времени «Отечественные записки», где Надсон дебютировал «Тремя стихотворениями»[какие?]. Плещеев помог молодому поэту своим участием, расположением и литературными советами. «Его я считаю своим литературным крёстным отцом и бесконечно обязан его теплоте, вкусу и образованию, воспитавшим мою музу», — писал Надсон в автобиографии. Стихи Надсона, напечатанные в «Отечественных записках» в январе 1882 года, привлекли к себе внимание любителей поэзии, имя молодого поэта приобретает известность, и лучшие журналы («Дело», «Устои», «Русская мысль») наперебой печатают его стихотворения.

### Военная служба
В этом же году Надсон окончил училище и был выпущен подпоручиком в Каспийский пехотный полк, стоявший в Кронштадте. Один из приятелей Надсона описывает пребывание поэта в Кронштадте так: «Поэт жил с товарищем по полку в двух комнатах в Козельском переулке довольно бедно и разбросанно, жизнью богемы, причём вечно у него кто-нибудь сидел, шли шумные разговоры, споры, раздавались звон гитары и звуки скрипки. С. Я. одарён был замечательными музыкальными способностями. В Кронштадте, как и всюду, куда забрасывала С. Я. судьба, он сейчас же становился центром кружка, собирал начинающих поэтов, пробующих писателей, любителей драматического и всяких других искусств. И кронштадтские непризнанные таланты находили у С. Я. самый тёплый привет, образовалось даже из местных элементов несколько юмористическое „Общество редьки“. Здесь, вокруг стола, установленного нехитрыми питиями и закусками, с редькой во главе, кронштадтская богема развлекалась поэзией и музыкой, горячими разговорами и просто шалостями, свойственными подпоручичьему возрасту».
Летом 1883 года Надсон слёг в постель: у него открылась на ноге туберкулёзная фистула — явление, весьма часто и предшествующее и сопровождающее туберкулёз лёгких. Всё лето он пролежал в Петербурге, в маленькой комнатке, выходившей на пыльный и душный двор. Такие неблагоприятные условия пагубно отразились на общем состоянии его здоровья. Зиму 1883—1884 года поэт ещё провёл в Кронштадте и по-прежнему наезжал в Петербург. Состояние его ухудшалось.
В то же время Надсон продолжал печататься в журналах. В 1883—1884 годах в «Отечественных записках» появились его рецензии на поэтические сборники И. В. Фёдорова-Омулевского, К. К. Случевского, А. А. Голенищева-Кутузова. В январе 1884 года в «Еженедельном обозрении» была напечатана его статья «Поэты и критика».
Всю зиму Надсон добивался освобождения от военной службы. Он подыскивал себе подходящее занятие, которое дало бы ему возможность существовать. Решив стать народным учителем, он подготовился к экзамену и сдал его удовлетворительно. Но тут П. А. Гайдебуров предложил ему место секретаря в редакции «Недели», и Надсон с радостью согласился, так как его заветною мечтою было — стать поближе к литературе и полностью посвятить себя литературной деятельности.

### За границей
Первую половину лета 1884 года он провёл в Сиверской на даче в семье А. Н. Плещеева. Здоровье его, однако, только ухудшалось. Тем не менее, в июле он переехал в Петербург и стал работать в редакции «Недели». Но через несколько месяцев болезнь груди приняла такой оборот, что по совету докторов друзья Надсона решили отправить его за границу, сначала в Висбаден, а потом в Ниццу. Литературный фонд дал для этой цели 500 рублей (возвращённые поэтом Фонду летом 1885 года пожертвованием всей чистой прибыли с первого издания его стихотворений). Переводчица и историк литературы Мария Валентиновна Ватсон, вызвавшаяся сопровождать Надсона, вспоминала: «Несколько недель перед его отъездом за границу комнатка больного буквально осаждалась многочисленными посетителями, желавшими выразить ему своё участие и симпатию. Кроме литературной молодёжи и дам, здесь можно было встретить и самых почтенных деятелей печати».
В Ницце Надсону была сделана операция, оказавшаяся не особенно удачной, так что недели через две пришлось повторить её. В Ницце Надсон пролежал два месяца в постели и был так плох, что лечившие его доктора считали, что зиму он не переживёт. Однако в конце января 1885 года Надсон пошёл на поправку, и этот промежуток времени до весны был самым цветущим периодом его пребывания за границей. Он воспользовался первой появившейся возможностью, чтобы приняться за работу. К этому времени и относится большинство стихотворений, написанных им за границей.
В марте 1885 года вышел первый и единственный прижизненный сборник стихотворений поэта, принесший ему шумную славу. По поводу этого важного для него события Надсон писал в Петербург: «С одной стороны, то обстоятельство, что выкинут „Герострат“, с другой — масса невозможно слабых вещей, которые пришлось включить, ужасно меня огорчают. Не сомневаюсь, что выход моей книжки разочарует моих друзей и обрадует тех, кто окончательно не признает за мной дарования… Страшно боюсь, что мои друзья не захотят мне высылать рецензий о моей книге или если вышлют, то одни положительные, буде таковые будут. А для меня это так важно! Да и вообще лично для меня книга, несомненно, оказалась полезной: сведя в одно все свои вирши, я ясно увидел, чего мне не хватает. Удастся ли наверстать всё это — не знаю… Мне бывает очень тяжело, когда говорят, что я подаю надежды. А вдруг я их не оправдаю? Точно дал слово и не сдержал его!»
Весной здоровье Надсона вновь стало хуже. В июне 1885 года поэт приехал в Берн. Ни тёплый климат, ни две мучительные операции туберкулёзной фистулы ноги, которые ему сделали в Берне, ни к чему не привели, и летом 1885 года друзья решили отвезти его назад в Россию.

### В России
На родине Надсон проживал сначала в Петербурге, затем в деревне в Подольской губернии. О себе и о своих планах он писал сестре:

О себе мне нечего писать. Здоровье моё так же, пишу я мало, событий у нас никаких не происходит. Могу только сообщить, что второе издание моих стихов разошлось уже всё, и что третье напечатано и на днях выйдет в свет. Какая-то барыня написала на мои слова «Я вновь один» романс, который переведён по-французски, а г. Фидлер перевёл некоторые мои стихи по-немецки и напечатал их в газете «Herold». Есть у меня ещё слабая надежда получить академическую премию за мою книгу, но сбудется ли она или нет — писано вилами на воде, и, во всяком случае, это дело далеко: премию присуждают только в октябре. Книгу я уже представил в академию… О моих планах на будущее, насколько такой больной человек, как я, может их иметь, пока не могу сообщить ничего положительного — чувствую только, что деревня, несмотря на всю её прелесть, мне очень надоела. По всей вероятности, я поселюсь или в Киеве, или в Москве, или в Питере, смотря по тому, где найду постоянную литературную работу.
В апреле 1886 года, как только открылся проезд из деревни, Надсон поехал в Киев, имея при этом две цели: обратиться за работой к издателю «Зари» М. И. Кулишеру и устроить вечер в пользу Литературного Фонда, чтобы вернуть взятые им оттуда летом 1885 года 600 рублей. М. И. Кулишер с радостью принял его в свою газету, где поэт стал писать критические фельетоны по поводу текущей литературы и журналистики, в которых неизменно отстаивал произведения с ярко выраженной социальной направленностью, обличал безыдейную и реакционную беллетристику и публицистику. Литературно-критические работы Надсона вместе с оставшимися в рукописи «Заметками по теории поэзии» составили книгу «Литературные очерки. 1883—1886», вышедшую в 1887 году уже после его смерти, дающую довольно полное представление об общественно-литературных взглядах писателя. Вторая цель также была достигнута. Вечер в пользу Фонда имел небывалый успех. Надсон сам читал несколько своих стихотворений. Рукоплесканиям не было конца. Молодёжь устроила своему кумиру овацию и с триумфом вынесла его на руках на эстраду.
Поездка в Киев ещё более подорвала здоровье Надсона. Некоторое время Надсон снова провёл в деревне. Болезнь продолжала развиваться. Созванный консилиум решил, что ему следует ехать в Грис (Южный Тироль; ныне — квартал города Больцано). Но Надсон объявил близким ему лицам, что ни за что не поедет за границу, потому что умереть хочет в России. Тогда остановились на Ялте.

### Пушкинская премия
Находясь в Ялте, Надсон получил радостное известие — его книга удостоилась Пушкинской премии Академии наук. Большинство рецензентов обратило внимание на то, что Надсон не всегда владеет формой стиха, но искупает этот недостаток страстной и глубокой искренностью. «В небольшом сборнике его стихотворений, затронувших много жгучих мыслей, волнующих современников, — писал А. И. Введенский, — отразились рельефно многие чаяния времени».
Вскоре после присуждения Пушкинской премии Надсон стал предметом издевательских нападок со стороны реакционного критика В. П. Буренина, сотрудника газеты «Новое время», который начал травлю тяжело больного поэта. Буренин мстил Надсону за то, что тот задел его в одном из критических фельетонов в «Заре». В ряде своих фельетонов Буренин, не называя Надсона по имени, но уже слишком прозрачно намекая, всячески глумился над больным поэтом и главным образом над его посвящением книги своей Н. М. Д. (Наталье Михайловне Дешевовой). Буренин дошёл до того, что обвинил мучительно умиравшего поэта в том, что он «паразит, представляющийся больным, калекой, умирающим, чтобы жить на счёт частной благотворительности». Умирающий поэт, глубоко поражённый этой клеветой, собирался ехать в Санкт-Петербург и устроить суд чести, но друзья не позволили ему это сделать. «Того, что проделал Буренин над умирающим Надсоном, не было ни разу во всей русской печати. Никто, в своё время читавший эти статьи, не может ни забыть, ни простить их», — писал впоследствии В. Г. Короленко в одном из своих писем.

### Смерть
19 (31) января 1887 года Надсон умер. Тело его было перевезено из Ялты в Петербург. В Одессу гроб прибыл на пароходе «Пушкин» и был встречен толпою молодёжи; тут были также и сотрудники газет. В Петербурге, на вокзале, толпа состояла также преимущественно из молодёжи, но здесь было много и литераторов. На следующий день, 4 (16) февраля 1887 года, молодёжь несла гроб Надсона на руках до Волкова кладбища.
Могила Надсона — в нескольких шагах от могил Добролюбова и Белинского. Бронзовый бюст во время блокадных артобстрелов в нескольких местах был пробит мелкими осколками навылет.

## Творчество
Творчество Надсона относится к так называемой эпохе «безвременья» конца XIX века. Современники поэта, а также и позднейшие исследователи его творчества отмечали, что лирика Надсона испытала заметное влияние М. Ю. Лермонтова и Н. А. Некрасова. Этих поэтов сам Надсон очень ценил. «Что ни говорите, а лучше Лермонтова нет у нас поэта на Руси. Впрочем, я, может быть, думаю и говорю так оттого, что сам сочувствую ему всей душой, что сам переживаю то, что он пережил и великими стихами передал в своих творениях», — записал Надсон в своём дневнике в 1878 году. С Лермонтовым Надсона роднит мотив романтического страдания личности, которая пришлась не ко времени и чужда обществу. С Некрасовым — гражданское направление, лишённое, однако, признаков какой-либо конкретной доктрины и слишком отвлечённое. В своих стихах Надсон скорее оправдывал разочарованность и унылое бессилие современников. По словам В. В. Чуйко, «он просто „воспевал“ себя и своё поколение». Это отчетливо проявилось в стихотворениях «Не вини меня, друг мой, — я сын наших дней…» (1883), «С тех пор, как я прозрел, разбуженный грозою…» (1883), «Наше поколение юности не знает…» (1884), «В ответ» (1886). Некрасовские традиции, ощутимые уже в ранней лирике Надсона, особенно чувствуются в стихотворениях «Похороны» (1879), «Старая сказка» (1881), «Святитель» (1882), «Как каторжник влачит оковы за собой…» (1884) и др.
Характерной чертой поэзии Надсона была интонация личного, дружеского, приятельского обращения к современнику. Свои взаимоотношения с читателем поэт строил на полном доверии. Жизнь Надсона была известна из его же исповедальных и преимущественно автобиографических стихов. Реально-исторический читатель для Надсона был тесно связан с воображаемым читателем-другом. Уже в первых стихотворениях Надсон обращается к тому, «в чьем сердце живы желанья лучших, светлых дней» («Во мгле», 1878). Не случайны частые обращения к читателю: «о, милый брат», «дорогие друзья», «братья», «милый друг» и т. п. В конце жизни поэт пишет строки (стихотворение осталось незавершенным), в которых очень четко выразил своё отношение к читателю: «Он мне не брат — он больше брата: / Всю силу, всю любовь мою. / Все, чем душа моя богата. / Ему я пылко отдаю». Критик К. К. Арсеньев подчеркивал, что в поэзии Надсона «чувствуется „тоска желаний“, многим знакомых, слышится крик душевной пытки, многими пережитой <…>. В одних он пробуждал полузабытые чувства, другие узнавали в нём самих себя, третьих он ставил лицом к лицу с вопросами, существование которых они до тех пор только смутно подозревали».
Первостепенной в творчестве Надсона является тема назначения поэта и поэзии. В стихотворениях «Не презирай толпы: пускай она порою…» (1881), «В толпе» (1881), «Певец» (1881), «Милый друг, я знаю, я глубоко знаю…» (1882), «Из дневника» (1882), «Грезы» (1883), «Певец, восстань!.. мы ждем тебя, восстань…» (1884), «Я рос тебе чужим, отверженный народ…» (1885) и ряде других выражена идея гражданского долга поэта перед отечеством и народом. Нередки в произведениях Надсона мотивы борьбы и протеста против существующего строя: «Ни звука в угрюмой тиши каземата…» (1882), «По смутным признакам, доступным для немногих…» (1885), «Не хотел он идти, затерявшись в толпе…» (1885), «На могиле А. И. Герцена» (1886) и др. Но одно из ключевых слов в поэтическом лексиконе Надсона, «борьба», находится в одном ряду с «сомнением», «тоской», «мглой», оно неизменно и красноречиво сопровождается определениями: «тяжкая», «напрасная», «трудная», «роковая», «жестокая», «неравная», «безумная», «непосильная», «долгая», «суровая». Борьба для Надсона тесно связана со страданием. «Мой стих я посвятил страданью и борьбе», — писал поэт («С тех пор как я прозрел, разбуженный грозою…»). Отсюда — мятежное, святое, чистое, прекрасное страданье; это и «страдальческий образ отчизны далекой», и мотив сострадания к ближнему.
Появившийся в печати в 1885 году сборник стихотворений, тираж которого составил 600 экземпляров, принёс Надсону огромный успех. При жизни поэта книга выдержала 5 изданий, а до 1917 года её успели переиздать 29 раз, последнее из которых имело огромный по тем временам тираж — 10 000 экз. После смерти Надсона его творчество получило ещё большую известность. О Надсоне появляется обильная критическая литература (Н. К. Михайловский, А. М. Скабичевский, Л. Е. Оболенский, М. А. Протопопов и другие), публикуются различные мемуарные свидетельства. Многие поэты посвящают его памяти стихотворения (Я. П. Полонский, Л. И. Пальмин, К. М. Фофанов, Г. Ф. Дешкин). А с посмертной публикацией произведений Надсона слава его достигает своего апогея. Молодёжь заучивала его стихотворения наизусть. Произведения Надсона постоянно включались в альбомы и рукописные журналы учащихся, долгие годы их часто декламировали со сцены, почётное место отводилось им в различных хрестоматиях и сборниках. Под влиянием Надсона начинался творческий путь Д. С. Мережковского и В. Я. Брюсова, но впоследствии именно поэты-символисты в наибольшей степени способствовали дискредитации Надсона как лирика.
В начале XX века отношение к творчеству Надсона стало неоднозначным. В Надсоне видели типичного «нытика». Критики всё более обращали внимание на мотивы «разочарования», на пессимистические настроения его поэзии. «Невыработанный и пёстрый язык, шаблонные эпитеты, скудный выбор образов, вялость и растянутость речи — вот характерные черты надсоновской поэзии, делающие её безнадёжно отжившей», — заявлял в 1908 году Брюсов. Игорь Северянин в своей «Поэзе вне абонемента» писал:
Я сам себе боюсь признаться,

Что я живу в такой стране,

Где четверть века центрит Надсон,

А я и Мирра — в стороне.
У Маяковского можно найти такие строки:
Чересчур страна моя поэтами нища.

Между нами — вот беда — позатесался Надсон

Мы попросим, чтоб его куда-нибудь на Ща!
Здесь Маяковский сравнивает себя с Пушкиным (по алфавиту М-аяковский, Н-адсон , О, П-ушкин)
Свыше 100 стихотворений Надсона положено на музыку. И хотя шедевров вокальной лирики на слова Надсона не создано, примечательно, что к его произведениям обращались такие выдающиеся композиторы, как Ц. А. Кюи, А. Г. Рубинштейн, С. В. Рахманинов, Э. Ф. Направник.

Багрицкий встал, прижал руку к сердцу и тихо и проникновенно начал говорить, не спуская глаз со склеротического старика, — говорить с дрожью в голосе, со слезой, с трагическим надрывом:
«Друг мой, брат мой, усталый страдающий брат
Кто б ты ни был, не падай душой…»
Нищий осёкся. Он уставился на Багрицкого. Глаза его побелели. Потом он начал медленно отступать и при словах: «Верь, настанет пора и погибнет Ваал» — повернулся, опрокинул стул и побежал на согнутых ногах к выходу из чайной.
—Вот видите, — сказал Багрицкий серьёзно, — даже одесские нищие не выдерживают Надсона!

## Увековечение памяти
В честь Надсона названа улица Надсоновская в городе Пушкино (интересно, что название этой улицы произносится с ударением на второй слог).
В честь поэта под Киевом (в городе Боярке), в долине леса установлен памятный гранитный камень, и это место называют долиной Надсона.
В 1918 году в честь Надсона Козельский переулок в Кронштадте был переименован в переулок Надсона. В 1960-е годы переулок был упразднён.
На доме в Ялте (ул. Бассейная, д. 24), где жил и умер поэт, установлена памятная доска.
Улица Надсона есть в Новосибирске.

## Издания
- Надсон С. Я. Стихотворения. / Вступ. ст. Г. Бялого. — Л.: Сов. писатель, 1957. — 320 с. Тираж 50 000 экз. (Библиотека поэта. Малая серия. Третье издание.)
- Надсон С. Я. Полное собрание стихотворений / Вступ. ст. Г. Бялого. — Л.: Сов. писатель, 1962. — 505 с. Тираж 30 000 экз. (Библиотека поэта. Большая серия. Второе издание.)
- Надсон С. Я. Стихотворения / Сост., вступит. ст. и примеч. Е. В. Ивановой. — М., Сов. Россия, 1987. — 336 с., 1 л. портр. — (Поэтическая Россия). Тираж 100 000 экз.
- Надсон С. Я. Избранное/С. Я. Надсон; сост., авт. примеч. Л. Пустильник. — 1994.
- Полное собрание сочинений. В 2-х т. / Надсон, С. Я. — Пг., 1917. — 320+576 с.